# Libor Charfreitag
Libor Charfreitag (Eslovaquia, 11 de septiembre de 1977) es un atleta eslovaco, especialista en la prueba de lanzamiento de martillo, con la que ha logrado ser medallista de bronce mundial en 2007.

## Carrera deportiva
En el Mundial de Osaka 2007 gana la medalla de bronce en lanzamiento de martillo, con una marca de 81.60 metros que fue su mejor marca personal, quedando tras el bielorruso Ivan Tsikhan que con 83.63 batió el récord del mundo (oro), y su compatriota el también eslovaco Primož Kozmus (plata).